# Efesiska skolan
Efesiska skolan nämns ibland då man talar om Herakleitos filosofi - tanken att universums existens ytterst grundar sig i eld som urelement. Någon faktisk skola med namnet tycks inte ha existerat, men Diogenes Laertios talar om följeslagare till filosofen som möjligen skulle kunnat betecknas på det viset.